# Golancourt
Golancourt – miejscowość i gmina we Francji, w regionie Hauts-de-France, w departamencie Oise.
Według danych na rok 1990 gminę zamieszkiwało 418 osób, a gęstość zaludnienia wynosiła 101 osób/km² (wśród 2293 gmin Pikardii Golancourt plasuje się na 595. miejscu pod względem liczby ludności, natomiast pod względem powierzchni na miejscu 955.).